# 10,5-cm Feldhaubitze 98/09
Pour les articles homonymes, voir Canon de 105 mm.
L’obusier de 105 mm modèle 1898/1909, en allemand 10,5-cm FH 98/09 (FH, Feldhaubitze : obusier de campagne) et parfois 10,5-cm leFH 98/09 (leFH, leichte Feldhaubitze : obusier léger de campagne), est une pièce d'artillerie utilisée par l'artillerie de l'armée allemande lors de la Première Guerre mondiale.
Cet obusier a pour origine le modèle développé par Rheinmetall en 1898 (10,5-cm FH 98), qui a été modernisé (frein de recul et nouvel affût) par Krupp de 1902 à 1904, avant d'être adopté en 1909, d'où son nom. Quelques exemplaires furent livrés aux forces armées ottomanes.

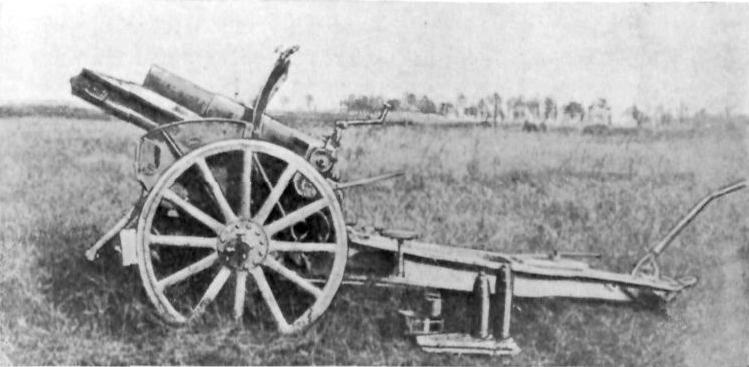
La pièce avec ses munitions.

En 1914, ce modèle était déployé à raison de 36 pièces au sein de chaque corps d'armée : son tir courbe a permis à l'artillerie allemande de dominer son homologue française, surtout en terrain vallonné. Les modèles suivants reçurent d'un canon plus long, pour augmenter la portée :
- 10,5-cm-leichte Feldhaubitze 16 (de)
- 10,5-cm-leichte Feldhaubitze 18
- 10,5-cm-leichte Feldhaubitze 42 (de)
- 10,5-cm-leichte Feldhaubitze 43 (de)